# Cassandra Peterson
Cassandra Peterson, nota anche con lo pseudonimo di Elvira (Manhattan, 17 settembre 1951), è un'attrice, sceneggiatrice e personaggio televisivo statunitense.

## Biografia

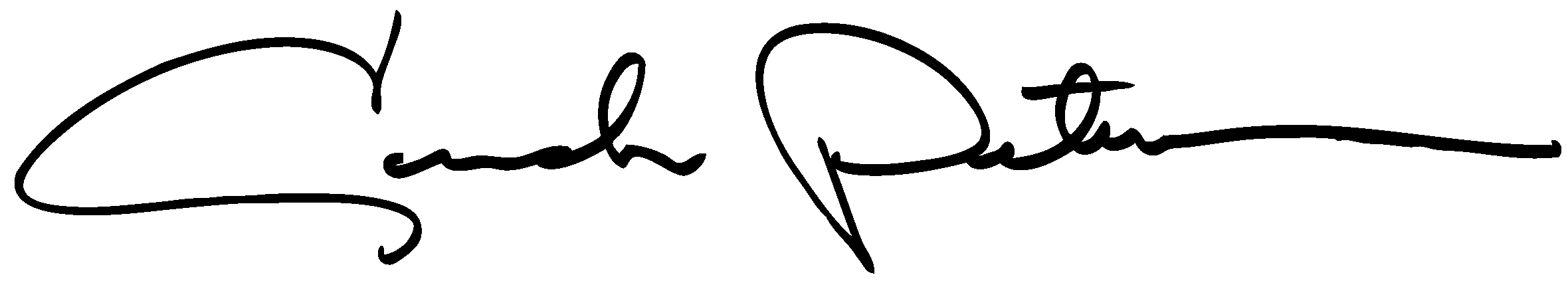
Firma di Cassandra Peterson

Cassandra Peterson è un'attrice, nota al pubblico di film horror con il nome d'arte Elvira, Padrona dell'Oscurità: una dark lady gotica che presentava una rubrica di film horror alla televisione KHJ di Los Angeles, attiva principalmente tra il 1974 e il 1998 sia al cinema che in televisione. Il suo aspetto da vamp malvagia è controbilanciato da una spiccata nota di comicità. Anche se indossa una grande parrucca nera, la Peterson è in realtà una donna dai capelli rossi.

### Primi anni
Nata a Manhattan, Kansas (USA), la Peterson passò la giovinezza a Colorado Springs, in Colorado e si diplomò nel 1967 alla General William J. Palmer High School. Alcuni giorni dopo aver conseguito il diploma, divenne una showgirl al casinò-albergo "The Dunes" di Las Vegas (Nevada).
In Italia divenne cantante in una rock-band e poco dopo, grazie ad un incontro casuale con il regista Federico Fellini, ottenne una piccola parte nel film Roma (1972). Nel 1975 posò, assieme a Paul Barresi, per la rivista Playgirl, in un servizio fotografico dalle ambientazioni futuristiche. Tornata negli Stati Uniti, si iscrisse nella compagnia di recitazione di Los Angeles The Groundlings, dove inventò il personaggio di Elvira, che l'avrebbe resa celebre.

### Anni recenti
La Peterson fece da comparsa alcune volte (sia nei panni di Elvira che di se stessa) sulla TV via cavo VH1 nello spettacolo I Love the 80s 3-D. Negli anni ottanta divenne una sostenitrice per i diritti degli animali della PETA. Nel 2005 la Peterson, sempre nel ruolo di Elvira, realizzò uno spettacolo sulla TV via cavo australiana TV1; il format era molto simile a quello del suo vecchio show. Il 13 gennaio 2006 vendette la sua proprietà terriera sulla collina di Hollywood che includeva diverse abitazioni. La vendita della sua proprietà era dovuta al fatto che stava per trasferirsi nella sua nuova residenza a Santa Barbara.
Il 19 aprile 2006, diede l'annuncio di non voler più vestire i panni del personaggio Elvira e disse di voler indire un reality-show televisivo per cercare una succeditrice adatta ad interpretare questo ruolo, The Search for the Next Elvira (2007); tornò comunque nel ruolo in Elvira's Movie Macabre (2010 - 2011) e in 13 Nights of Elvira (2014). Diversi episodi della serie televisiva Elvira's Movie Macabre (1981 - 1985) vennero pubblicati su DVD nel settembre 2006.
Nel 2021, all'età di settant'anni, ha pubblicato il libro autobiografico Yours Cruelly, Elvira: Memoirs of the Mistress of the Dark, in cui ha fatto coming out e reso noto di intrattenere una relazione sentimentale con Teresa Wierson da diciannove anni.

## Filmografia

### Attrice

#### Cinema
- Agente 007 - Una cascata di diamanti (Diamonds Are Forever), regia di Guy Hamilton (1971) - non accreditata
- Roma, regia di Federico Fellini (1972) - non accreditata
- The Working Girls, regia di Stephanie Rothman (1974)
- Cheech and Chong's Next Movie, regia di Tommy Chong (1980)
- Un camion in salotto (Coast to Coast), regia di Joseph Sargent (1980)
- Bolidi nella notte (King of the Mountain), regia di Noel Nosseck (1981)
- Scuola di sesso (Jekyll and Hyde... Together Again), regia di Jerry Belson (1982)
- La stangata II (The Sting II), regia di Jeremy Kagan (1983)
- Stroker Ace, regia di Hal Needham (1983)
- Pee-Wee's Big Adventure, regia di Tim Burton (1985)
- Echo Park, regia di Robert Dornhelm (1986)
- Get Out of My Room, regia di Cheech Marin (1985) - (episodio "Born in East L.A.")
- Gli avventurieri della città perduta (Allan Quatermain and the Lost City of Gold), regia di Gary Nelson (1986)
- Una strega chiamata Elvira (Elvira: Mistress of the Dark), regia di James Signorelli (1988)
- Ted & Venus, regia di Bud Cort (1991)
- Impulso omicida (Acting on Impulse), regia di Sam Irvin (1993)
- Un party per Nick (It's My Party), regia di Randal Kleiser (1996) - non accreditata
- Strani miracoli (Dear God), regia di Garry Marshall (1996) - non accreditata
- La casa stregata di Elvira (Elvira's Haunted Hills), regia di Sam Irvin (2001)
- Cappuccetto rosso (Red Riding Hood), regia di Randal Kleiser (2006)
- Her Morbid Desires, regia di Edward L. Plumb (2008)
- The Boneyard Collection, regia di Edward L. Plumb (2008)
- The Scream, regia di Rick Schiaffo (2009)
- All About Evil, regia di Joshua Grannell (2010)
- Bruno & Earlene Go to Vegas, regia di Simon Savory (2013)
- First Period, regia di Charlie Vaughn (2013)
- Shoplifters of the World, regia di Stephen Kijak (2021)
- The Munsters, regia di Rob Zombie (2022)

#### Televisione
- Happy Days – serie TV, episodio 7x08 (1979) - non accreditata
- Angeli volanti (Flying High) – serie TV, episodio 1x15 (1979)
- Alle soglie del futuro (Beyond Westworld) – serie TV, episodio 1x01 (1980)
- Open All Night – serie TV, episodio 1x07 (1982)
- Harper Valley P.T.A. – serie TV, episodio 2x13 (1982)
- CHiPs – serie TV, episodi 6x04-6x21 (1982-1983)
- Alice – serie TV, episodio 7x14 (1983)
- Balboa, regia di James Polakof – film TV (1983)
- A cuore aperto (St. Elsewhere) – serie TV, episodio 2x01 (1983)
- Fantasilandia (Fantasy Island) – serie TV, episodi 2x01-6x20-7x04 (1978-1983)
- Quartiere in subbuglio (Last of the Great Survivors), regia di Jerry Jameson – film TV (1984)
- Professione pericolo (The Fall Guy) – serie TV, episodi 4x07-5x06 (1984-1985)
- Just Say Julie – serie TV, 1 episodio (1989)
- In famiglia e con gli amici (Thirtysomething) – serie TV, episodio 3x15 (1990)
- Parker Lewis (Parker Lewis Can't Lose) – serie TV, episodio 2x19 (1992)
- I moschettieri del 2000 (Ring of the Musketeers) regia di John Paragon – film TV (1992)
- Nash Bridges – serie TV, episodio 3x07 (1997)
- The Girls Next Door – serie TV, episodio 2x12 (2006)
- Medium – serie TV, episodio 6x06 (2009) - non accreditata
- L'uomo di casa (Last Man Standing) – serie TV, episodio 1x04 (2011)
- The Goldbergs – serie TV, episodio 9x06 (2021)

## Doppiatrice
- Space Ghost Coast to Coast (1996)
- Super Robot Monkey Team Hyperforce Go! (2005)
- The Haunted World of El Superbeasto (2009)
- Teenage Mutant Ninja Turtle (2013 - 2016)
- Scooby-Doo! Fantasmi a Hollywood (2016)
- Call of Duty: Infinite Warfare (2017) - videogioco
- Scooby-Doo! e il ritorno sull'isola degli zombie (2019)
- Happy Halloween, Scooby-Doo! (2020)

## Video web
- Her Morbid Desires (2008)
- The Scream (2009)

## Doppiatrici italiane
Nelle versioni in italiano delle opere in cui ha recitato, Cassandra Peterson è stata doppiata da:
- Mavi Felli in Una strega chiamata Elvira

Da doppiatrice è sostituita da:
- Cinzia De Carolis in Scooby-Doo! Fantasmi a Hollywood
- Daniela Cavallini in Scooby-Doo! e il ritorno sull'isola degli zombie, Happy Halloween, Scooby-Doo!
- Germana Savo in Dota: Dragon's Blood